# Fredonia (Dakota del Nord)
Fredonia és una població dels Estats Units a l'estat de Dakota del Nord. Segons el cens del 2000 tenia 51 habitants.

## Demografia
Segons el cens del 2000, Fredonia tenia 51 habitants, 22 habitatges, i 13 famílies. La densitat de població era de 82 hab./km².
Dels 22 habitatges en un 27,3% hi vivien nens de menys de 18 anys, en un 59,1% hi vivien parelles casades, en un 0% dones solteres, i en un 40,9% no eren unitats familiars. En el 36,4% dels habitatges hi vivien persones soles el 18,2% de les quals corresponia a persones de 65 anys o més que vivien soles. El nombre mitjà de persones vivint en cada habitatge era de 2,32 i el nombre mitjà de persones que vivien en cada família era de 3,08.
Per edats la població es repartia de la següent manera: un 23,5% tenia menys de 18 anys, un 2% entre 18 i 24, un 31,4% entre 25 i 44, un 27,5% de 45 a 60 i un 15,7% 65 anys o més.
L'edat mediana era de 40 anys. Per cada 100 dones de 18 o més anys hi havia 95 homes.
La renda mediana per habitatge era de 25.313 $ i la renda mediana per família de 36.250 $. Els homes tenien una renda mediana de 21.563 $ mentre que les dones 6.875 $. La renda per capita de la població era de 15.837 $. Entorn del 12,5% de les famílies i el 23,7% de la població estaven per davall del llindar de pobresa.

## Poblacions més properes
El següent diagrama mostra les poblacions més properes.